# Округ Партизанске
Округ Партизанске (слч. Okres Partizánske) округ је у Тренчинском крају, у Словачкој Републици. Административно средиште округа је град Партизанске.

## Географија
Налази се у јужном дијелу Тренчинског краја.
Граничи:
- на сјеверу је Округ Бановце на Бебрави и Округ Прјевидза,
- источно Округ Прјевидза,
- западно и јужно Њитрански крај.

Клима је умјерено континентална.

## Становништво
| Година:    | 1994.  | 2004.   | 2014.   | 2024.   |
| ---------- | ------ | ------- | ------- | ------- |
| Број људи: | 48 469 | 47 573  | 46 462  | 43 201  |
| Разлика:   |        | -1,84 % | -2,33 % | -7,01 % |

| Година:    | 2023.  | 2024.   |
| ---------- | ------ | ------- |
| Број људи: | 43 509 | 43 201  |
| Разлика:   |        | -0,70 % |

Према подацима о броју становника из 2011. године округ је имао 47.045 становника. Словаци чине 92,44% становништва.
| Етнички састав (2011)‍ | Етнички састав (2011)‍ | Етнички састав (2011)‍ | Етнички састав (2011)‍ | Етнички састав (2011)‍ |
| --------------------- | --------------------- | --------------------- | --------------------- | --------------------- |
|                       |                       |                       |                       |                       |
| Словаци               | Словаци               |                       | 0                     | 92,44%                |
| Чеси                  | Чеси                  |                       | 0                     | 0,40%                 |
| остали, непознато     | остали, непознато     |                       | 0                     | 7,16%                 |

## Насеља
У округу се налази један град и 22 насељена мјеста.